# Motorola 68012
Motorola MC68012 és un microprocessador de 16/32 bits dels primers anys de la dècada dels 80. Es tracta d'una versió en encapsulat PGA de 84 pins del processador MC68010 de Motorola. Les úniques millores respecte a aquest últim és l'extensió de l'espai de memòria a 2 GB i l'addicció d'un pin RMC. Totes les altres característiques del MC68010 van ser respectades.